# 八上城
八上城（やかみじょう）は、兵庫県丹波篠山市にあった中世、室町時代から戦国時代にかけて丹波国の国人である波多野氏が本拠とした日本の城（山城）。国の史跡に指定されている。別名は八上高城。

## 概要
篠山盆地のほぼ中央南部寄りの高城山（460m）および西隣の法光寺山（340m）に位置し、山陰街道が東西に通過する八上を見下ろす。本城と支城が城下を挟み配置される中世山城の典型的特長を伝えており、貴重である。
全体的に大規模な遺構だが､織豊期の改修は主郭Iを中心とした中枢部に限定されており､帯曲輪II､IIIは規格性に乏しく、古い中世遺構を継承している。

## 沿革
石見の人ともされる波多野清秀が応仁の乱にて戦功をあげて永正年間に多紀郡郡代に就任した際、多紀郡朝冶山に築城して居城としたことから八上城の歴史が始まる。15世紀後半に高城山南西尾根先端部に奥谷城を築き、城下町を奥谷に置く。16世紀前半には高城山頂に八上城を本城として築く。清秀の子、波多野元清は拠点の八上城から多紀郡内の豪族討伐を開始する。当時、細川氏両家の内紛が起きており、高国派だった波多野氏は反勢力の澄元派の酒井氏、長沢氏らの豪族と対立した。そして酒井氏を酒井合戦で長沢氏を福徳貴寺の合戦で撃退し、屈服させた。その後、酒井氏、長沢氏らは重臣に起用され、酒井豊教は主君の波多野元秀（元清の孫）の書状の発給を行い活躍した。弘治3年（1557年）に一度松永久秀によって城を奪われたものの、永禄9年（1566年）に元秀が奪還。支城の法光寺城は、抗争に先立ち八上城および城下の防衛力増強の目的で築城されたものである。その後、城下は中心部を奥谷から街道沿いにあった八上に移した。
天正3年（1575年）に織田信長の命を受けた明智光秀による攻略が開始され、波多野秀治には毛利氏や赤井氏の支援があったものの兵糧攻めにより城内は困窮した。天正7年（1579年）に落城、秀治、秀尚、秀香は捕縛されて安土城下で処刑され、波多野氏は滅亡した。なお、落城の後に秀香が、残兵を集め自らが総大将となって二か月間抗戦し、明智光秀の母（伯母とも）が磔にされたことが知られるが、史実ではないことが明らかとなっている｡
この母親が磔になったとされる逸話は『総見記』や『柏崎物語』に記載されているが、光秀の調略による波多野兄弟の誘降に関する記録を恣意的に解釈したものである。八上城の落城は確実であったわけであるから、光秀としても、あえて母親を人質とする必要に迫られることはなかったのである。事実とはほど遠い創作で信じるに足りない。また、井上靖の『戦国無頼』の後半はこの落城時を舞台としている。
波多野氏が滅亡した後、明智光忠が城代として入城している。
慶長7年（1602年）、前田茂勝（五奉行の前田玄以の子）が八上五万石を領して入城する。　慶長13年（1608年）に茂勝が改易され、入封した松平康重が篠山城を築城したため八上城は廃城となった。

### 八上城の戦い
廃城になるまで数多くの籠城戦が繰り返された。
| 合戦名                             | 勝者       | 敗者               | 合戦の時期                                  |
| ---------------------------------- | ---------- | ------------------ | ------------------------------------------- |
| 第一次八上城・神尾山城両城の戦い   | 波多野元清 | 細川尹賢           | 大永6年（1526年）10月 - 11月                |
| 第二次八上城の戦い                 | 波多野元秀 | 三好長慶           | 天文21年（1552年）4月25日 - 5月23日         |
| 第三次八上城の戦い                 | 波多野元秀 | 三好宗渭           | 天文24年（1555年）9月27日                   |
| 第四次八上城の戦い                 | 波多野元秀 | 松永孫六（籠城側） | 永禄9年（1566年）2月26日                    |
| 第五次八上城の戦い（丹波国征討戦） | 明智光秀   | 波多野秀治         | 天正6年（1578年）9月 - 天正7年（1579年）6月 |

## 遺構が残る山城

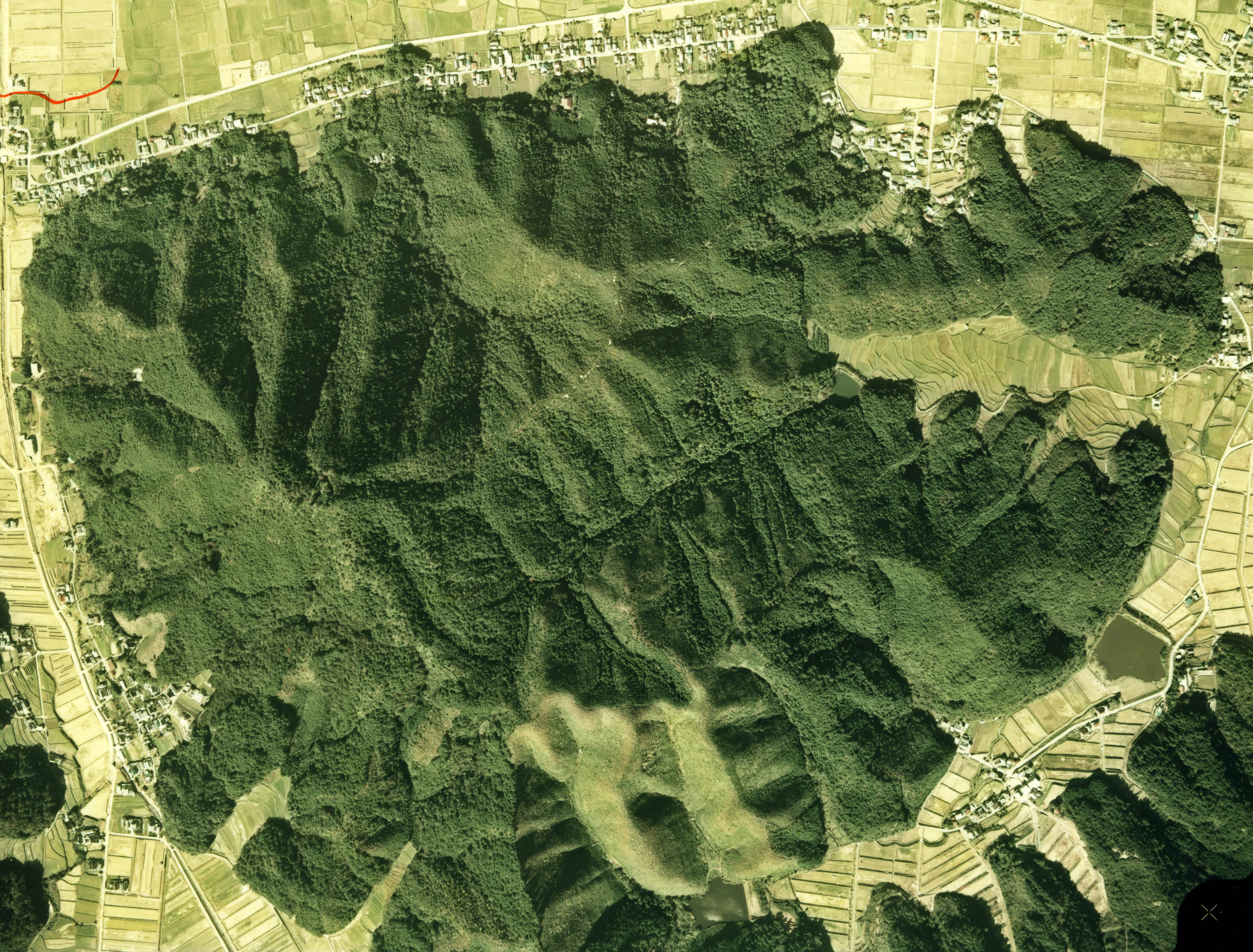
昭和50年の高城山の空中写真

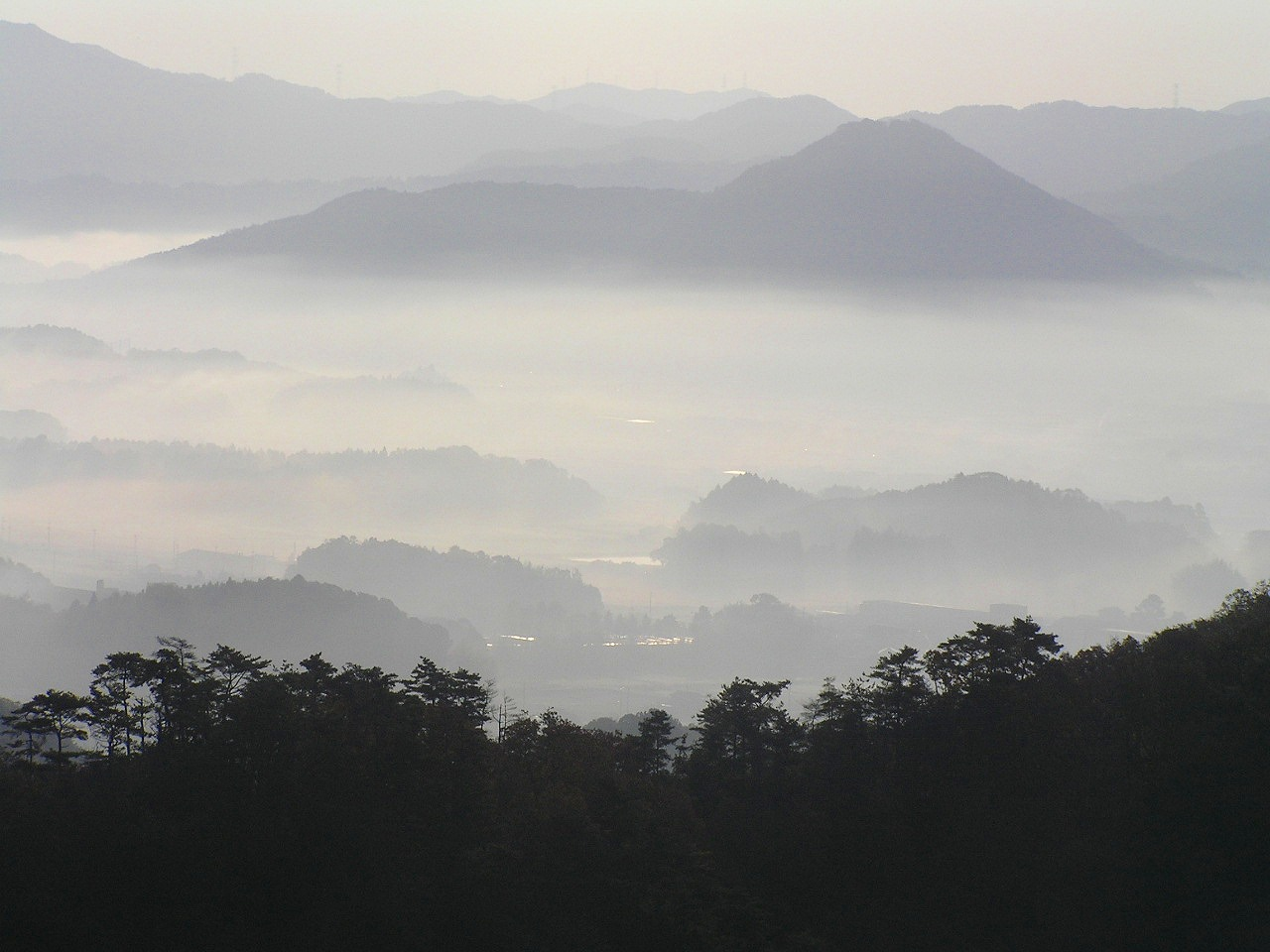
盃ヶ岳から遠望する八上城（高城山）

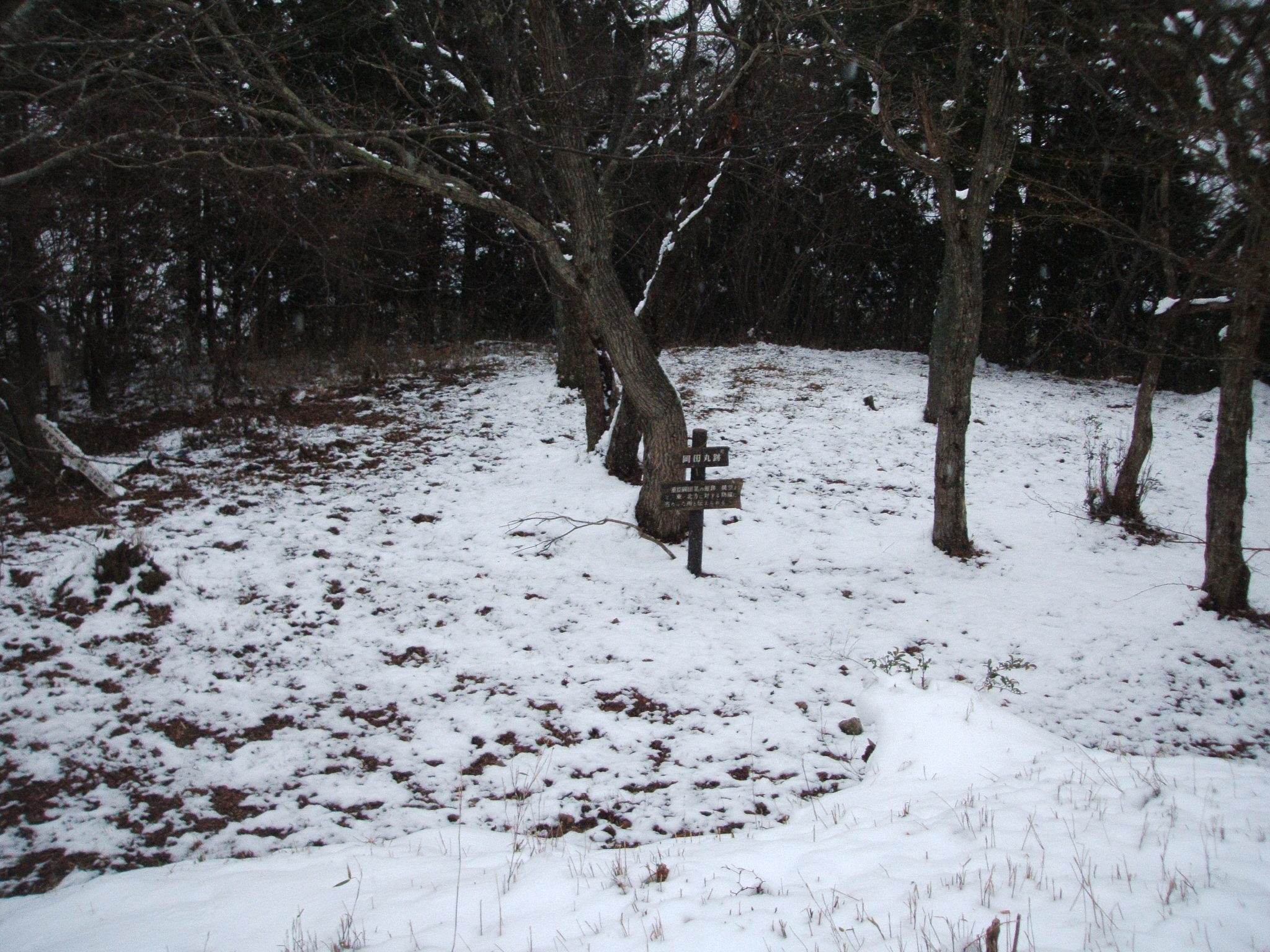
岡田丸曲輪跡

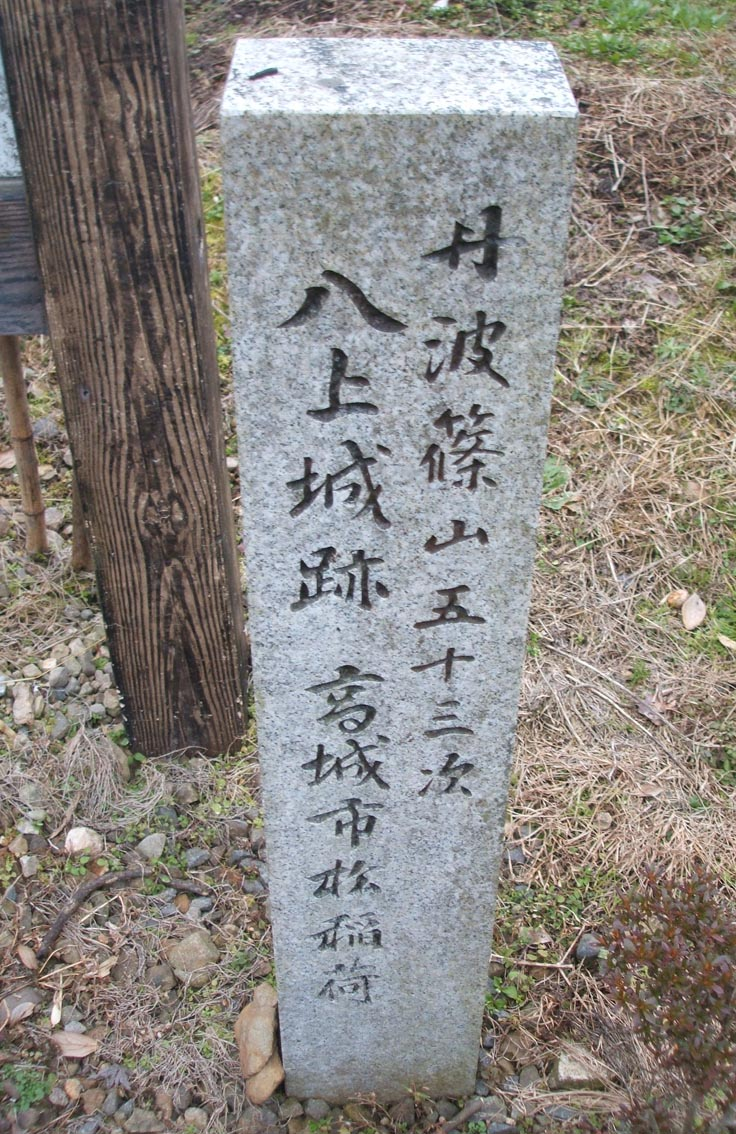
八上城跡石碑

八上城は慶長14年（1609年）に廃城になるが、古風な中世式の遺構が残る典型的な山城である。大阪歴史学会による保存運動がおこなわれ、2005年3月2日、兵庫県下では41件目の国の史跡に指定されたが、その指定理由として、中世の山城であるにもかかわらず、数多くの遺構が往時のままに残っている点が評価された。
戦国時代の典型的山城である八上城と、近世城郭で典型的な平城である篠山城（ともに国の史跡）とが、ともに丹波篠山市内の近い場所にあるという点も特筆される。
山全体が要塞化しており、東西に長く、北西はもっとも険しく、南は細い尾根が続いており、攻めにくく守りやすい。

### 八上城の遺構
- 郭
- 石垣

- 堀切
- 土塁

- 井戸
- 水堀

### 山頂部の曲輪
- 本丸 - 約900m2
- 二の丸 - 約150m2
- 三の丸 - 約550m2
- 右衛門丸
- 岡田丸 - 約800m2

連続型曲輪（縄張り）がある。

## 所在地
兵庫県丹波篠山市八上上（高城山は高く美しい姿をしており、富士山に形が似ているところから地元では「丹波富士」とも呼ばれている）
- 車でのアクセス 
  - 舞鶴道　丹南篠山口IC　→　県道306号線　→　国道372号（近隣に駐車場は無し）
- 登山道
  - 春日神社口　→　右衛門コース　→　山頂本丸：徒歩約50分
- 高城山
  - 標高：459m　標高差：230m

## 関連画像

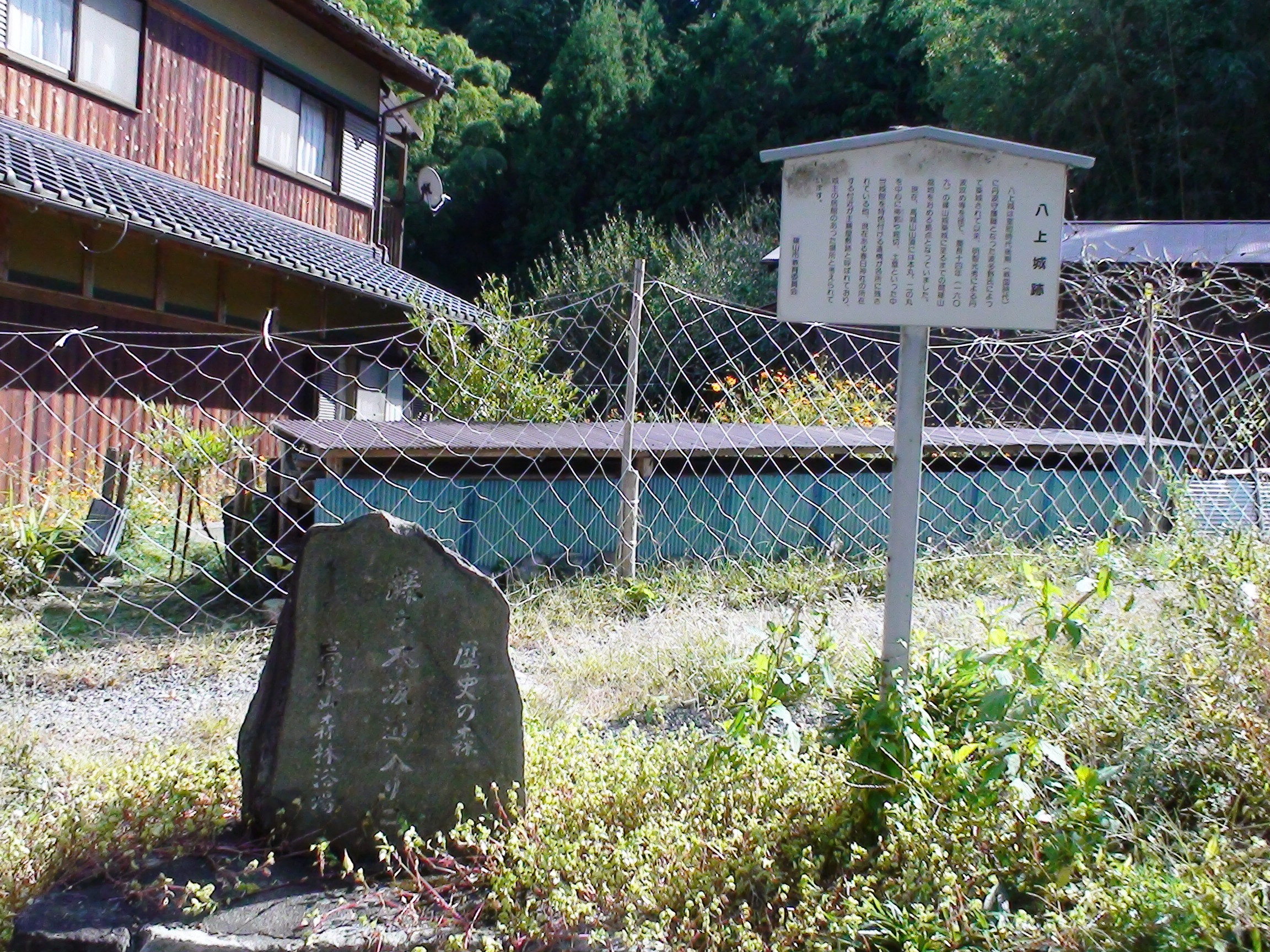
八上城への登山口（2009年10月）
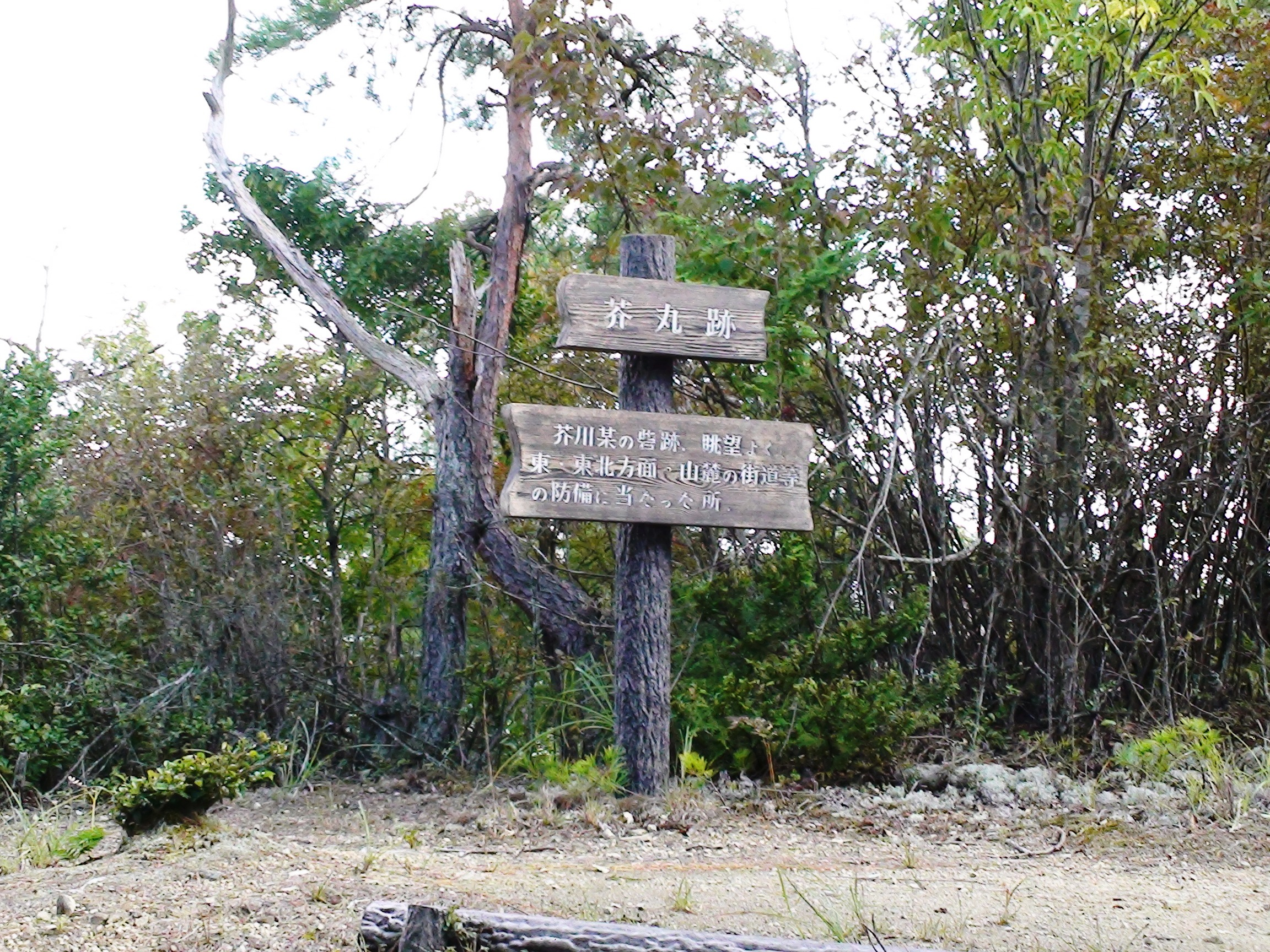
芥丸跡（2009年10月）
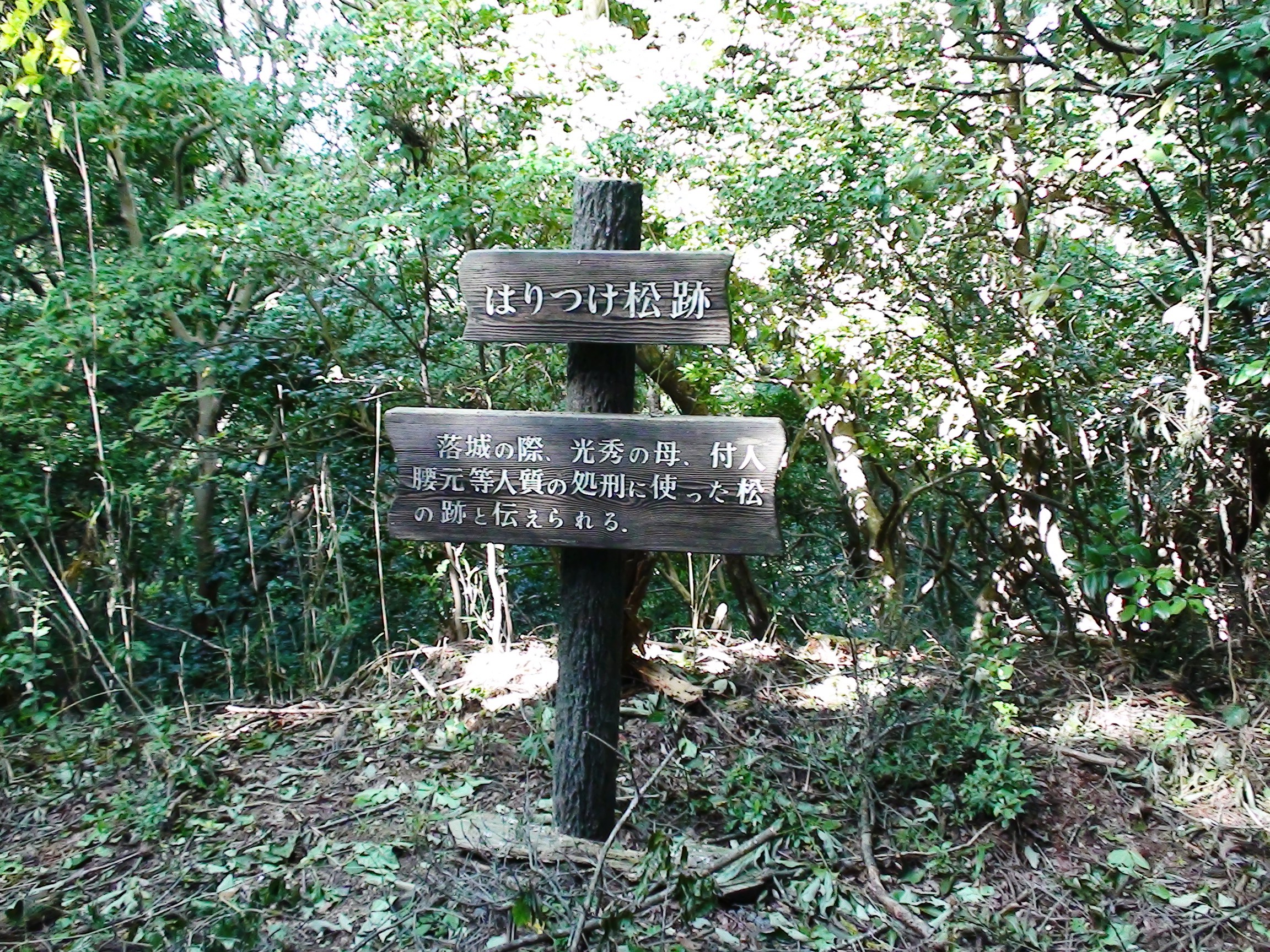
伝はりつけ松跡（2009年10月）
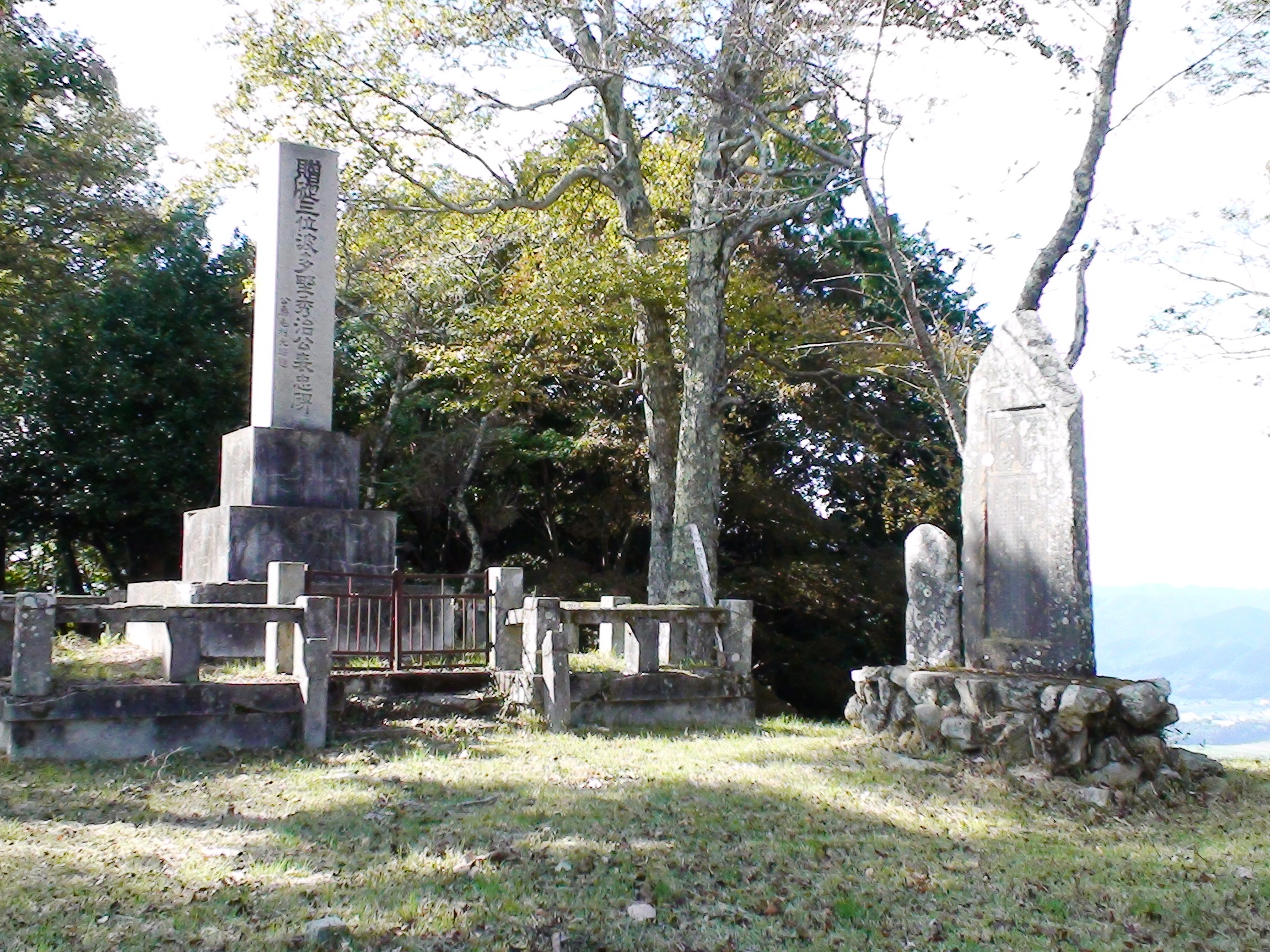
八上城本丸部分（2009年10月）
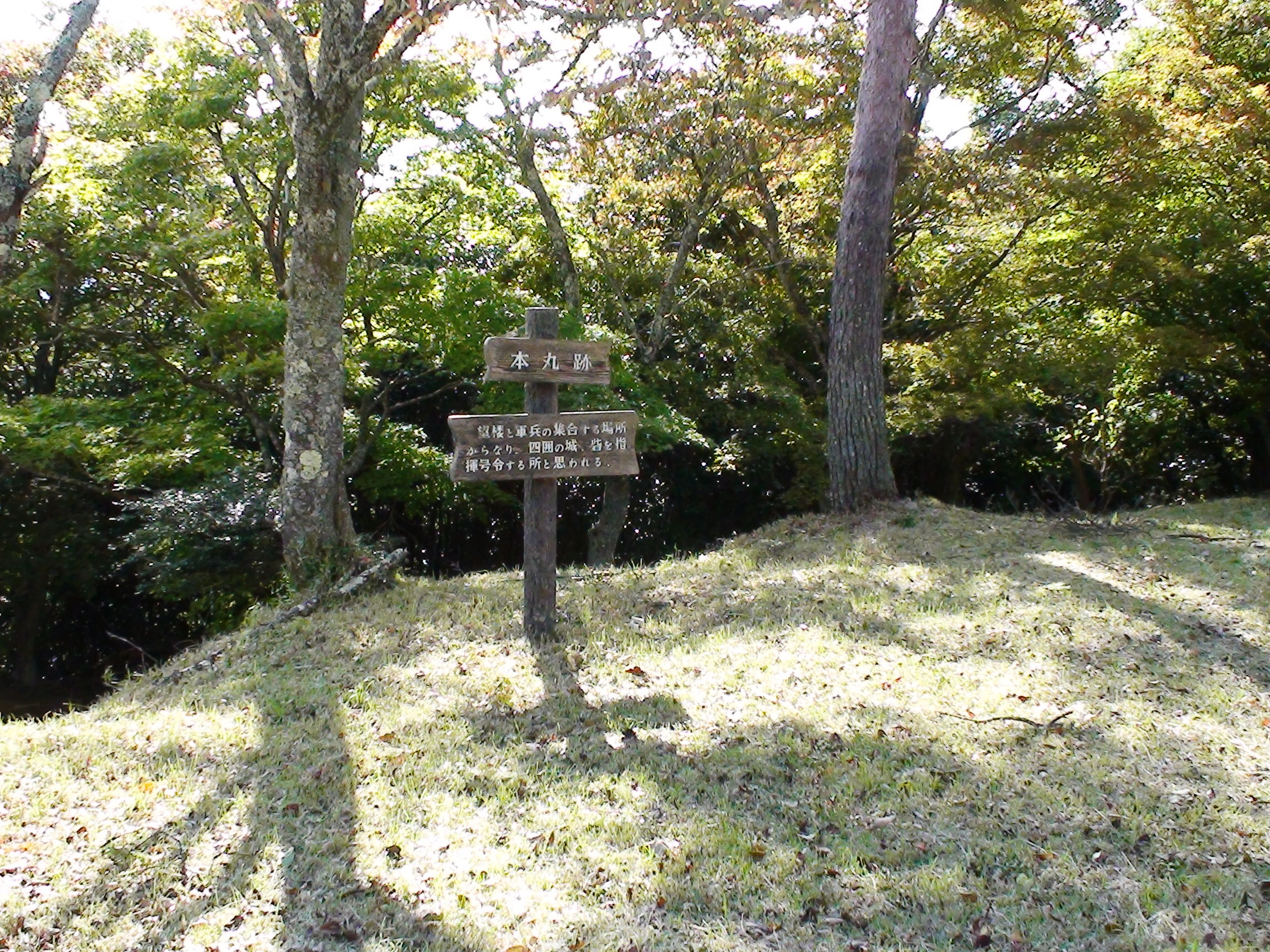
八上城本丸跡（2009年10月）
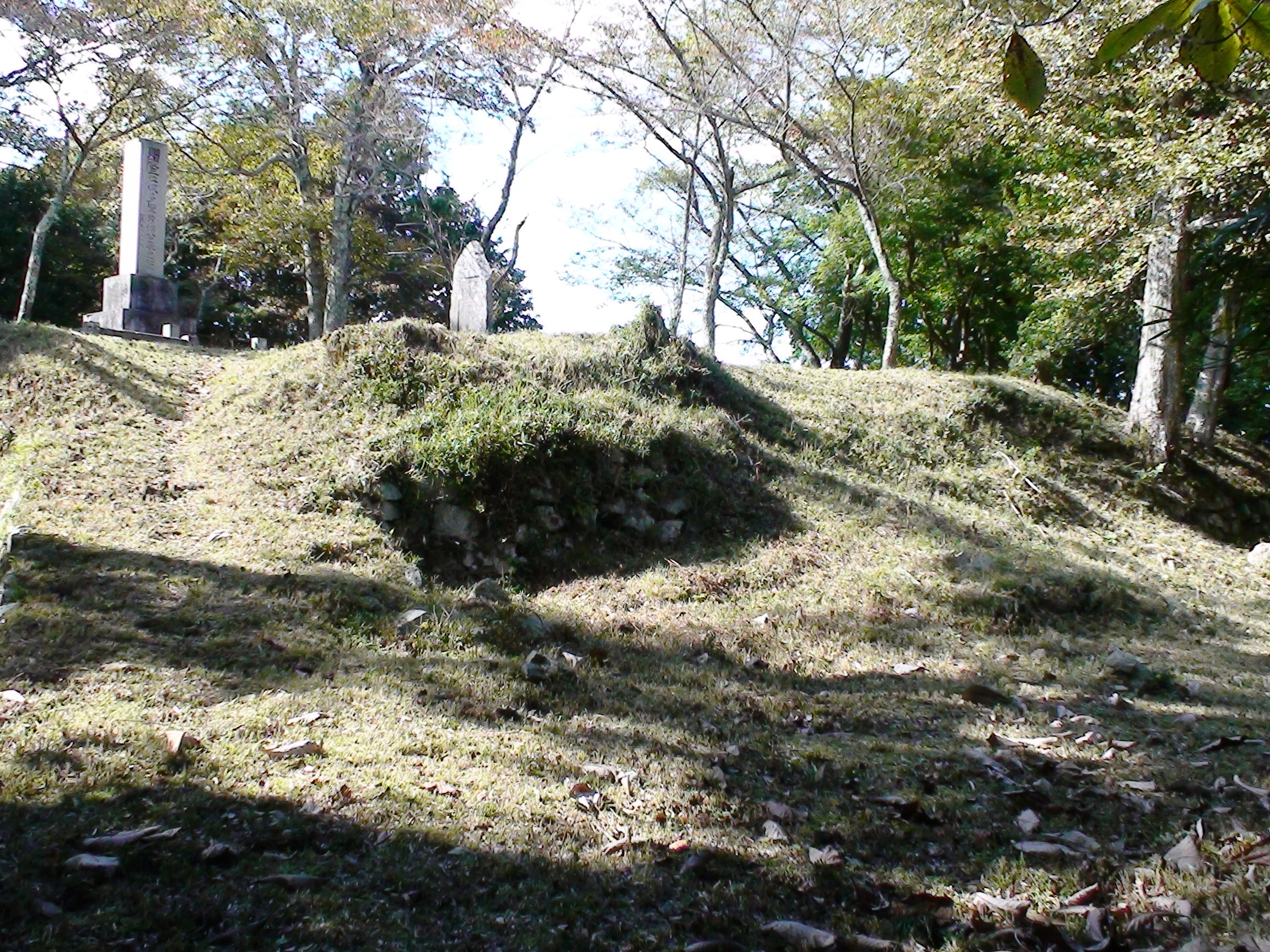
八上城本丸部分石垣（2009年10月）
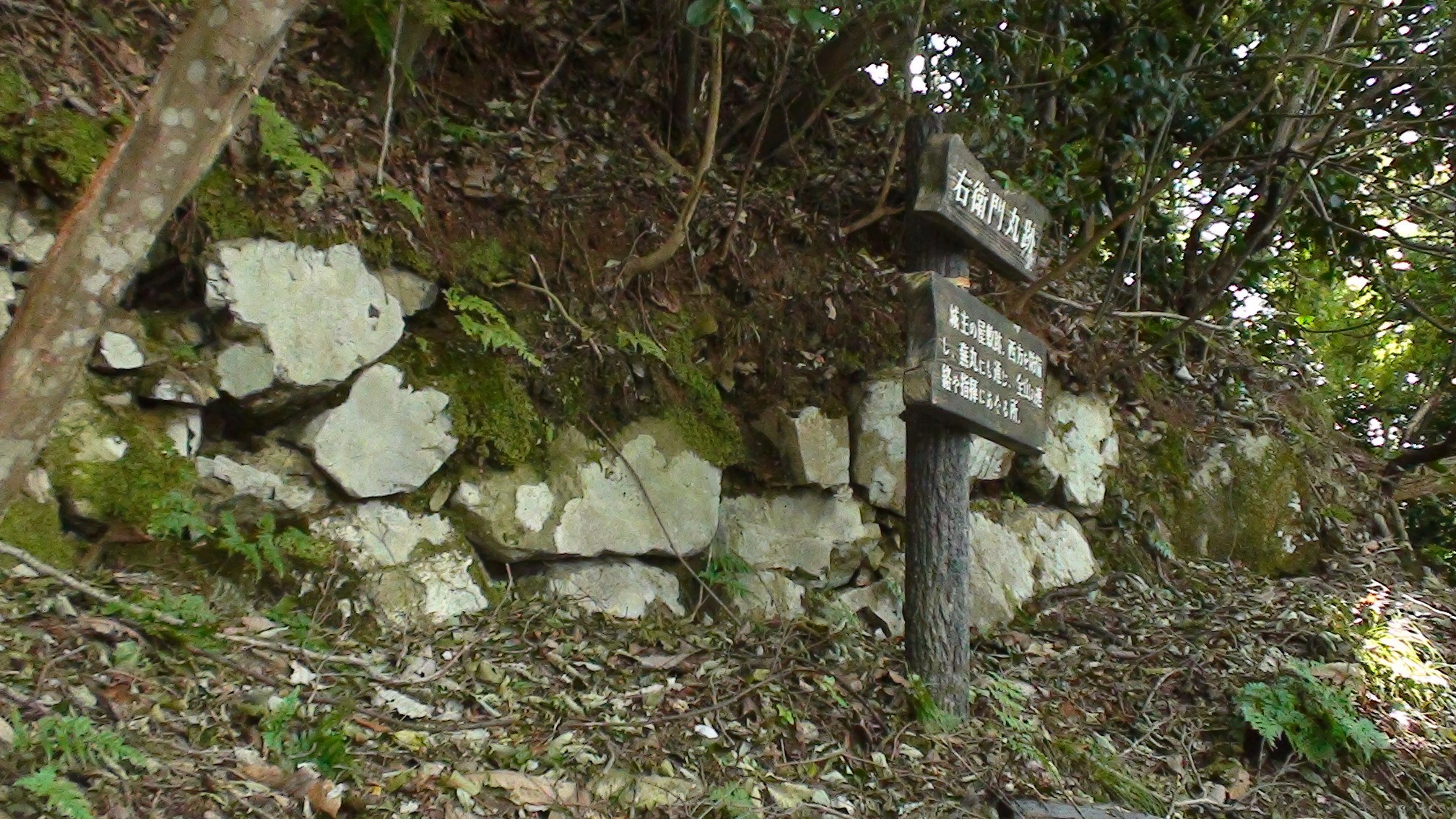
八上城三の丸部分石垣（2009年10月）
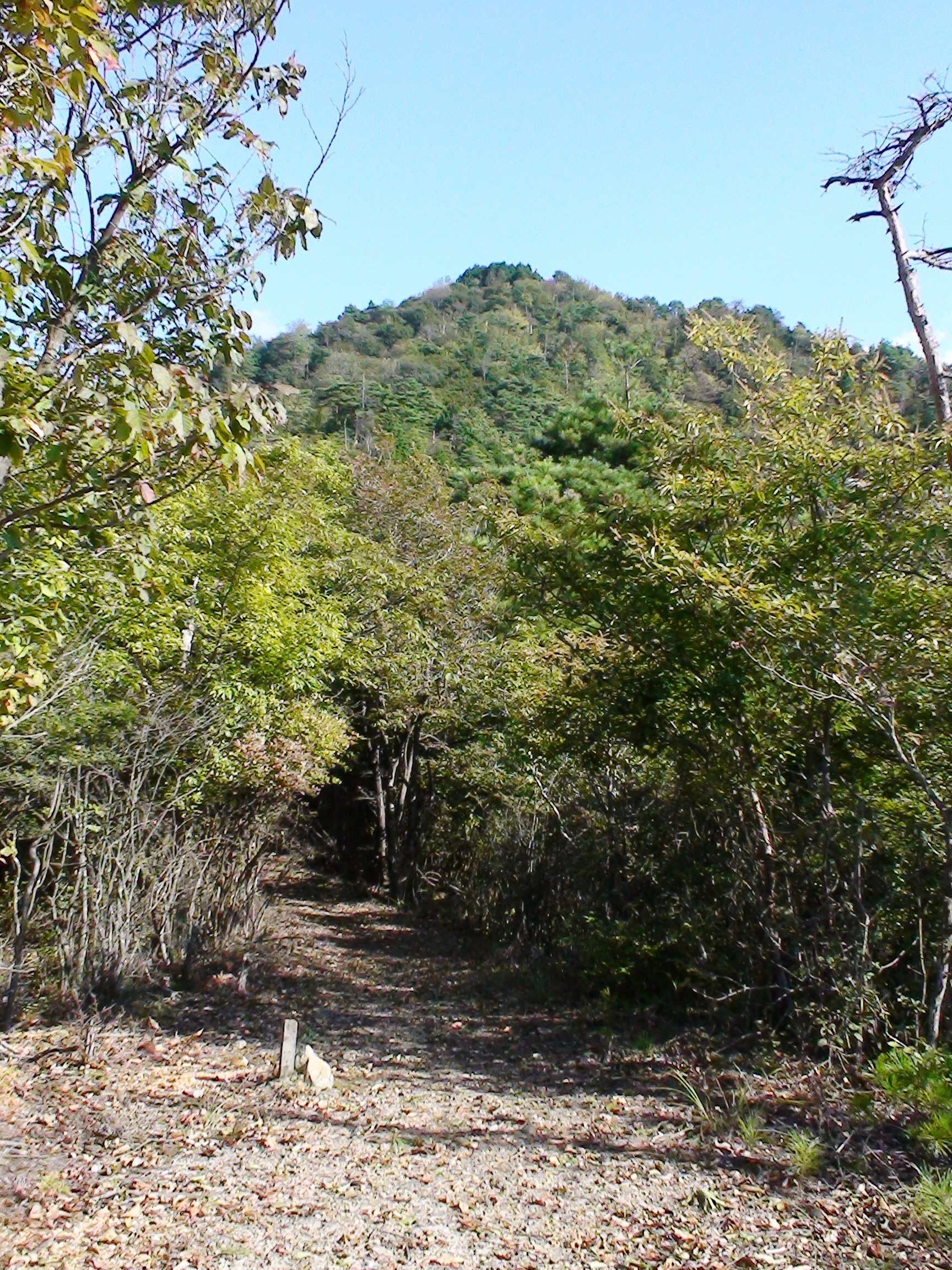
三の丸方面から見た高城山（2009年10月）